# Mamadou Traoré
Mamadou Traoré (3 april 2002) is een Malinees voetballer die sinds januari 2025 uitkomt voor CD Castellón.

## Clubcarrière
Traoré voetbalde in eigen land bij AS Mansa, de academie van profvoetballer Moussa Dembélé. In het seizoen 2022 speelde hij voor de Litouwse tweedeklasser FK Minija. In de zomer van 2023 ondertekende hij een tweejarig contract met optie op een extra seizoen bij de Belgische eersteklasser Union Sint-Gillis. Daar speelde hij in het tussenseizoen mee in oefenwedstrijden tegen RFC de Liège, Feyenoord en Valenciennes FC.
Op 31 augustus 2023 kondigde Union aan dat Traoré tot het einde van het seizoen werd uitgeleend aan de Spaanse derdeklasser CD Castellón. Er werd geen aankoopoptie bedongen in het huurcontract van Traoré, met wie Union in de zomer van 2023 een ontwikkelingsplan voor de komende jaren opstelde. Traoré speelde dat seizoen elf competitiewedstrijden voor Castellón in de Primera Federación. Zijn enige doelpunt van het seizoen scoorde hij in de bekerwedstrijd tegen CP Cacereño, die Castellón na verlengingen met 2-3 won. Op het einde van het seizoen promoveerde Castellón naar de Segunda División A. 
Op 16 augustus 2024 maakte Traoré zijn officiële debuut voor het eerste elftal van Union: op de vierde competitiespeeldag liet trainer Sébastien Pocognoli hem in de 70e minuut invallen. Het was meteen zijn laatste optreden voor Union, want in januari 2025 keerde Traoré, die nadien weliswaar nog twee competitiewedstrijden voor het beloftenelftal van Union in Eerste nationale speelde, op permanente basis terug naar Castellón.

## Interlandcarrière
Traoré nam in 2017 met Mali –17 deel aan de Afrika Cup onder 17 in Gabon. Mali sleepte op 28 mei 2017 de eindzege in de wacht na een 0-1-zege tegen Ghana in de finale. Hierdoor mocht Mali in oktober 2017 ook deelnemen aan het WK onder 17 in India. Traoré, die opnieuw deel uitmaakte van de selectie, eindigde in India vierde met zijn land.